# Eulises Pavón
Eulises Pavón (sinh ngày 5 tháng 1 năm 1993) là một cầu thủ bóng đá người Nicaragua thi đấu cho C.D. Suchitepéquez ở Guatemala.